# Shocker (comics)
Pour les articles homonymes, voir Shocker.
Hermann Schultz, alias le Shocker est un super-vilain évoluant dans l'univers Marvel de la maison d'édition Marvel Comics. Créé par le scénariste  Stan Lee et le dessinateur John Romita, Sr., le personnage de fiction apparaît pour la première fois dans le comic book Amazing Spider-Man (vol. 1) #46 en mars 1967.
C'est principalement un ennemi du héros Spider-Man.

## Biographie du personnage

### Origines et parcours
Hermann Schultz commence sa carrière criminelle comme un cambrioleur de bas étage, ne parvenant jamais à ouvrir un coffre-fort.
Mais un jour, alors qu'il est emprisonné durant son troisième séjour en prison, il se sert de compétences jusque là inemployées, celles de bricoleur et d'inventeur. Grâce à l’atelier de la prison, il développe et fabrique un prototype de machine à projection sonique. Utilisant sa machine en la tenant à la main, il perce un trou dans le mur du pénitencier, ce qui manque de le tuer car à l’époque il ne possède pas de protection, et s'évade.
Il crée ensuite une paire de gants avec sa machine, les complétant avec un interrupteur au niveau du pouce. Il confectionne aussi une protection avec une couette matelassée afin d’amortir l’effet vibratoire sur son propre corps, se munit d'une ceinture de batteries éternelles pour alimenter ses gants, et complète le tout avec des bottes lourdes pour garder l'équilibre.
Lors de sa première confrontation avec Spider-Man, le vilain lui en fait voir de toutes les couleurs car le Tisseur avait alors un bras dans le plâtre. Mais, une fois le bras rétabli, le Shocker est vaincu sans difficultés.
En tant que membre des "vilains" Defenders, le Shocker a fait chanter un agent de change pour jouer sur le marché boursier en tant que son représentant. Il a ainsi gagné un million de dollars et a déposé l'argent sur son propre compte bancaire suisse.
Il fait partie de la troisième incarnation des Maîtres du mal mais est capturé par les Vengeurs, ses anciens acolytes cherchant à en faire le bouc émissaire idéal.
Plus tard, le Docteur Octopus l'engage dans la quatrième incarnation des Maîtres du mal, visant à attaquer le manoir des Vengeurs. L'assaut échoue car les Maîtres du Mal s'embrouillèrent, luttant contre les Gardiens de la Galaxie de passage.
Alors membre des Thunderbolts du Caïd, maire de New York, il est vaincu par Luke Cage et Jessica Jones lors d'une arrestation officielle.
Le Shocker continue depuis sa carrière de criminel professionnel.

### Motivations
Alors que la plupart des adversaires de Spider-Man passent en général de leurs objectifs initiaux à une vendetta contre le Tisseur, le Shocker s'est toujours largement préoccupé de gagner sa vie et de protéger sa réputation.
Le Shocker possède une personnalité rationnelle, notamment si on le compare aux autres ennemis de Spider-Man. Il a souvent reconnu ses propres limites par rapport à un univers rempli de super-individus. Il a été frappé d'anxiété chronique et de paranoïa quand il a craint d'être la cible du Fléau et du Punisher (étonnamment, il a survécu aux deux rencontres). Il entreprend alors un partenariat avec le Piégeur, et mentionne qu'il s'engage dans une psychothérapie.
Dans ses récentes histoires (Venomous et Violence insensée), le Shocker a révélé qu'il était extrêmement frustré de sa faible importance au sein de l'univers Marvel, ne voulant pas simplement être connu comme le punching-ball attitré des super-héros comme Spider-Man. Il tente alors en vain d'acheter le Symbiote Venom aux enchères, afin de gagner un certain respect.
Alors qu'il est temporairement en partenariat avec Hydro-Man, il s'oppose à la suggestion de Morrie consistant à tuer Spider-Man, étant beaucoup plus intéressé dans des entreprises lucratives et la perspective de reconstruire sa réputation professionnelle.

## Pouvoirs, capacités et équipement
Le Shocker porte sur ses avant-bras des gantelets spéciaux capables de produire, en comprimant l'air, de puissantes ondes vibratoires qui font vibrer des objets suffisamment pour les détruire, et qui blessent les personnes qu'elles atteignent. Ses gantelets peuvent aussi produire des chocs par simple contact.
Il est équipé d'une combinaison matelassée afin de contenir l'impact produit par ses turbines à air comprimé. Il porte aussi des bottes lourdes pour garder l'équilibre en envoyant les chocs, et une ceinture avec des batteries éternelles lui donnant une énergie inépuisable.
Son costume, grâce à sa fonction de bouclier contre les vibrations, lui permet également d’éviter d’être agrippé de quelque manière que ce soit, y compris par la toile de Spider-Man.

## Version alternative

### Ultimate Spider-Man
Dans Ultimate Spider-Man, le Shocker est un criminel armé de gantelets projetant des rafales soniques. Il affronte souvent Spider-Man mais se fait battre souvent avec facilité, et se montre rarement plus qu'un peu gênant pour le héros. De plus, il arrive souvent dans des situations typiquement à son désavantage : ainsi, il attaque Spider-Man lorsque ce dernier possède le costume noir, ou lorsque le Tisseur est accompagné de Wolverine ou de Kitty Pride.

## Apparitions dans d'autres médias
Sauf indication contraire, les informations mentionnées dans cette section peuvent être confirmées par la base de données cinématographiques IMDb,  présente dans la section « Liens externes ».

### Cinéma
Interprété par Logan Marshall-Green dans l'univers cinématographique Marvel
- 2017 : Spider-Man : Homecoming réalisé par Jon Watts — Il s'agit ici de Jackson Brice. Homme de main du Vautour, il est tué par ce dernier et est remplacé par Herman Schultz.

Interprété par Bokeem Woodbine dans l'univers cinématographique Marvel
- 2017 : Spider-Man : Homecoming réalisé par Jon Watts — Il s'agit ici d'Herman Schultz. Homme de main du Vautour, il devient le deuxième Shocker après la mort de Jackson Brice.

### Télévision
- 1994-1998 : Spider-Man (série d'animation)

Dans la série télévisée d'animation Spider-Man, l'homme-araignée, le Shocker est un mercenaire sans scrupules au service du Caïd. Sa première mission consiste à faire taire le journaliste Eddie Brock, qui avait photographié le Rhino en train de dérober un minerai rare, le Prometheum X, depuis une navette spatiale. Le Shocker tente d’intimider Brock, mais est rapidement interrompu par Spider-Man.
Peu après, il enlève John Jameson, le fils de J. Jonah Jameson, et le retient dans une église, en attendant l’arrivée de son père et de Spider-Man pour un échange contre le Prometheum X. Une fois l’échange effectué, le Shocker affronte Spider-Man (vêtu de son costume du Symbiote) dans le clocher. Sous l’influence du symbiote, Spider-Man devient plus agressif et brutal : après avoir détruit les gantelets du Shocker, il le suspend au-dessus du vide, menaçant de le lâcher. Le Shocker le supplie de ne pas le faire, rappelant à Spider-Man qu'il est censé être un héros. Spider-Man semble reprendre ses esprits, mais le symbiote le pousse à lâcher le Shocker. Heureusement, Spider-Man parvient à le rattraper in extremis avec une toile, évitant ainsi sa chute mortelle.
Il réapparaît ensuite aux côtés du Rhino pour tendre une embuscade à Spider-Man. Ensemble, ils prennent le dessus, mais l’intervention de Venom met rapidement fin à leur alliance.
Le Shocker rejoint plus tard les Sinistres Six, une équipe de super-vilains réunie par le Caïd, composée de Mystério, du Docteur Octopus, du Scorpion, du Rhino,  du Caméléon et de lui-même. Leur objectif : éliminer Spider-Man. Lors d’une mission, ils enlèvent Silvermane, un rival du Caïd, mais échouent à cause de l’intervention du héros. Ils parviennent cependant à capturer Spider-Man et découvrent son identité civile : Peter Parker. Pensant qu’il joue simplement les héros pour couvrir le vrai Spider-Man, ils le forcent à les mener jusqu’à lui. Lorsque Parker tente de fuir, le Shocker le blesse en le projetant du haut d’un toit. Mais Spider-Man refait surface, les affronte tous et vainc le Shocker en le projetant dans une citerne. Son costume explose, le forçant à l’abandonner.
Plus tard, il est engagé pour capturer Michael Morbius, devenu vampire. Il participe ensuite à une autre mission avec les Sinistres Six, cette fois pour s’emparer d’une arme conçue par Crâne rouge pendant la Seconde Guerre mondiale. L’opération tourne mal lorsqu’ils sont trahis par le Caméléon, qui s’avère être le fils adoptif de Crâne rouge. Une fois ce dernier vaincu, le groupe finit par se dissoudre.
- 2008-2009 : Spectacular Spider-Man (série d'animation)
- 2016 : Ultimate Spider-Man (série d'animation)